# 大宮建設高等職業訓練校
大宮建設高等職業訓練校（おおみやけんせつこうとうしょくぎょうくんれんこう）は、日本にある大工養成を目的とする認定職業訓練による職業能力開発校。埼玉県建設労働組合連合会（愛称：建設埼玉）が開設する。
訓練科は木造建築科で、訓練期間は3年。入校資格は中学校卒業以上としている。

## 姉妹校
建設埼玉が開設している職業能力開発校は、本校の他に以下の3校がある。
- 蕨戸田建設高等職業訓練校（訓練科：木造建築科、建築板金科）
- 比企建設高等技術専門校（訓練科：木造建築科）
- 川越建設高等職業訓練校（訓練科：木造建築科）